# Cameron Mitchell (personaggio)
(Cameron Mitchell sullo Stargate)
Cameron Mitchell è un personaggio di finzione del film di fantascienza Stargate SG-1.
Dal 2005 è membro e comandante della squadra SG-1.

## Biografia

### Prima dell'SG-1
Cameron Mitchell nasce nel 1970 da Frank e Wendy Mitchell. Suo nonno, come raccontato in Stargate: Continuum, fu il capitano della Achilles, la nave che trasportò lo Stargate negli Stati Uniti. Suo padre era un collaudatore di velivoli militari e perse in un incidente entrambe le gambe: Mitchell decise comunque di seguire le orme del padre ed entrare nella aeronautica.
Nel proseguire della sua carriera, scelse di entrare nel Programma Stargate come pilota di F-302 e viene assegnato alla Prometeo.
Quando il Signore del sistema Anubis attaccò la Terra, Mitchell prese parte alla battaglia dell'Antartico contro una parte della flotta di Anubis all'inseguimento della SG-1 alla ricerca della superarma degli Antichi. Durante la battaglia fu colpito e il suo velivolo precipitò; durante il suo ricovero il presidente Henry Hayes gli conferì la Medal of Honor e gli promise un qualunque ruolo all'interno del Programma Stargate.
Dopo essersi ripreso pienamente, si unisce all'SG-1, non trovando però la squadra come era un tempo: Samantha Carter è stata trasferita all'Area 51, Teal'c aveva deciso di tornare su Dakara per occuparsi della nuova Nazione Libera Jaffa e il dottor Jackson aveva chiesto di poter viaggiare con la Daedalus, diretta ad Atlantide. Mitchell tentò di convincere i vecchi membri a tornare nella squadra ma fallì. Dopo che l'arrivo di Vala Mal Doran fece perdere il volo a Jackson, Mitchell riuscì a convincere quest'ultimo e Teal'c a seguire Vala nella ricerca del luogo dove è sepolto il tesoro degli Antichi che Jackson identifica con una cava a Glastonbury Tor, Inghilterra.
Giuntì lì, Mitchell e Teal'c rischiarono di rimanere intrappolati in una camera ma il colonnello riuscì a salvare le loro vite, risolvendo un puzzle che blocco il meccanismo della trappola. In seguito dovette estrarre una Excalibur olografica e combattere con un cavaliere olografico, per, infine, trovare una serie di "tesori", incluso un dispositivo di comunicazione su larga scala, che in seguito porterà le coscienze di Jackson e Vala nella galassia originaria degli Antichi, dove incontreranno gli Ori. Quando questi scoprono l'esistenza di Jackson e Vala e della Via Lattea, cominciarono ad inviare i Priori nella nostra galassia. Mitchell dovette quindi aiutare l'SG-12 su P3X-421 contro un priore e con l'aiuto di Teal'c prese il dispositivo di comunicazione e lo gettò nel vortice di uno Stargate instabile, salvando le vite di Jackson e Vala e riportando le loro coscienze nei loro corpi prime che venissero bruciati per eresia, nella galassia degli Antichi.

### Con l'SG-1
Mitchell riebbe la vecchia SG-1 solo dopo aver rischiato quasi di morire per l'epidemia scatenata e dopo la distruzione del Supergate che fece comprendere quanto fossero pericolosi gli Ori.
Mitchell poi, inseguendo Ba'al fu ferito e catturato da un Jaffa Sodan. Dopo essere guarito fu addestrato nel Kel shak lo per combattere poi fino alla morte con un altro Sodan, Jolan. Nel frattempo Mitchell scopre che il pianeta dei Jaffa era stato visitato dagli Ori e avverte Jolan che essi non sono dei. Jolan allora lo droga prima dell'incontro, in modo che sembri morto, e lo rimanda sulla Terra, dove riprenderà servizio. Dovrà però aiutare i Sodan contro il priore che ha colpito il loro villaggio con un'epidemia. Mitchell dovrà infine uccidere il priore.
Durante una delle missioni con l'SG-1, il team raggiunge il pianeta Galar dovi i suoi abitanti, i Galarani, avevano costruito una tecnologia in grado di modificare la memoria degli esseri viventi. Mitchell, durante la permanenza sul pianeta, ebbe una relazione con il capo del progetto, Reya Varrick, con la quale passò una notte. Al suo risveglio trovò la dottoressa morta, ricordando di averla uccisa egli stesso: venne dapprima arrestato dalle autorità locali ma poi subito scarcerato per motivi diplomatici. Usando la tecnologia dei galarani si scoprì che il vero colpevole fu l'ex-marito di Reya che aveva modificato la memoria di Mitchell per far cadere la colpa su di lui.
Dopo il ritorno al Comando Stargate di Vala, che era stata portata via in precedenza dagli Ori, l'SG-1 viene a conoscenza che questi stanno arrivando nella Via Lattea e che cercano di costruire un altro Supergate. Nel frattempo la squadra scopre l'esistenza e si mette alla ricerca di un'arma costruita da Merlino in grado di uccidere gli esseri ascesi, proprio l'arma che serve per distruggere gli Ori.

### Ultima stagione e film
Nell'ultima stagione di Stargate SG-1, Mitchell accompagna la squadra, con Ba'al e Adria, nel pianeta dove avevano precedentemente scoperto si trovi l'arma. Lì scoprono che essa è stata distrutta da tempo e trovano Merlino stesso in stasi che, prima di morire, trasmette le sue conoscenze a Jackson. Daniel comincia a costruire l'arma ma, nel frattempo, Adria, che si era separata dal gruppo, li trova e li attacca. Jackson, con i poteri di Merlino, permette al gruppo di fuggire, rischiando quasi di morire. Il gruppo si salva ma Jackson viene catturato da Adria.
In seguito Jackson tornò nei panni di un Priore ma invece di diffondere il volere degli Ori, aiutò l'SG-1 ad impedire chele loro navi giungessero nella Via Lattea e salvando Chulak. L'SG-1 cercherà quindi di catturare Adria ma nel tentativo essa riuscirà ad ascendere tra gli Ori.
Dopo qualche tempo, l'Odyessey, con l'SG-1 a bordo, giunse su Orilla dove gli attendevano gli Asgard che consegnarono ai terrestri tutta la loro tecnologia e storia, prima di suicidarsi in massa. Con la nave modificata, durante il ritorno, furono identificati dalle navi Ori che gli attaccarono. Mitchell e l'SG-1 riuscirono a salvarsi, dopo essere sfuggiti da una dilatazione temporale che costò 50 anni di vita a Teal'c.
Nella definitiva sconfitta degli Ori, Mitchell dovrà combattere per respingere i Replicatori che infestavano la galassia Ori e la loro nave. Una volta che il colonnello ebbe distrutto la regina dei Replicatori l'SG-1 riuscì ad annientarli tutti e ad aprire l'Arca della verità, una tecnologia in grado di eliminare il lavaggio del cervello dei Priori e liberare il mondo dagli Ori, che vengono definitivamente sconfitti.
Poco tempo dopo, Mitchell assistette sul pianeta dei Tok'ra con l'SG-1 e Jack O'Neill all'estrazione di Ba'al dal suo ospite, cerimonia che segna la fine del dominio dei Goa'uld.

## Onorificenze
- Medal of Honor
- Distinguished Flying Cross
- Purple Heart
- Meritorious Service Medal
- Air Medal
- Aerial Achievement Medal
- Air Force Commendation Medal
- Air Force Achievement Medal
- Outstanding Unit Award
- National Defense Service Medal
- Expeditionary Service Medal
- Global War on Terrorism Expeditionary Service Medal
- Air Force Expeditionary Service Ribbon
- Air Force Overseas Long Tour Ribbon
- Air Force Longevity Ribbon
- Air Force Training Ribbon